# Martian Time-Slip
Martian Time-Slip este un roman din 1964 în genul science fiction creat de scriitorul american Philip K. Dick. Romanul folosește conceptul comun al științifico-fantasticului al unei colonii umane pe planeta Marte. Totuși, romanul include și teme ca boală mintală, fizica timpului și pericolele autorității centralizate. 
Romanul a fost publicat pentru prima dată sub titlul All We Marsmen, ca foileton în edițiile din august, octombrie și decembrie 1963 ale revistei Worlds of Tomorrow. Retipărirea ulterioară din 1964, ca Martian Time-Slip, este practic identică, cu pauze diferite de capitole.

## Comentarii critice
În momentul în care cartea a fost scrisă, autismul și schizofrenia erau tulburări prost înțelese; și autismul nu era bine deosebit de schizofrenia din copilărie. Mai mult, au fost oferite explicații psihologice și psihanalitice pentru tulburările majore de sănătate mintală, cum ar fi acestea. 

## Adaptări
Versiuni audiobook: 
- O carte vorbită A Martian Time-Slip - citită de Grover Gardner (posibil sub pseudonimul său Tom Parker), versiune integrală, cu aproximativ 9 ore pe 6 casete audio - a fost lansată în 1998. [2]
- O a doua carte vorbită versiune integrală, Martian Time-Slip a fost lansată în 2007. A fost citită tot de Grover Gardner, are aproximativ 9.5 oră pe 8 CD-uri . A fost lansată sub titlul Martian Time-Slip and The Golden Man si include și o lectura a povestiriii lui Dick "The Golden Man".[3]

## Vezi și
- SF_Masterworks